# 蕭濟 (南朝)
蕭濟（500年代—570年代），字孝康，東海蘭陵人，南梁、南陳官员。
蕭濟年少就好學，精通經史，梁武帝询问《左氏疑義》三十多條，尚書僕射范陽張纘、太常卿南陽劉之遴和他討論，二人都無法反駁他的意見。蕭濟擔任南梁的祕書郎，遷任太子舍人；因參與平定侯景之功獲封松陽縣侯，食邑五百戶。陳霸先鎮守徐方，委任蕭濟為明威將軍、征北長史。承聖二年（553年），徵召為中書侍郎，轉官通直散騎常侍。陳蒨任職會稽太守，又以他出任宣毅府長史，轉遷司徒左長史。陳蒨即位為陳文帝，授侍中，不久改授太府卿，但因為母親逝世不接受任命。蕭濟為陳霸先和陳蒨佐理政務，得到兩朝君主的厚待，賞賜比平常人豐厚；歷任蘭陵、陽羨、臨津、臨安等縣令，在地皆有好名聲。
太建初年，蕭濟入朝為五兵尚書，與左僕射徐陵、特進周弘正、度支尚書王瑒、散騎常侍袁憲共同服侍東宮陳叔寶。他復任司徒長史，很快授官度支尚書，領羽林監；轉為國子祭酒，仍然領羽林監。後朝廷加蕭濟為金紫光祿大夫，兼安德宮衛尉；再轉仁威將軍、揚州長史。陳宣帝曾下令揚州曹事檢討自己，見他文章條理通順，就對左右的臣子說：「我本來以為期蕭長史只懂得經傳，不會說話扼要繁重，才會這樣。」遷任祠部尚書，加給事中，再次為金紫光祿大夫，但未拜任就去世，虛年六十六。詔贈本官，協助喪事。

## 引用
1. 1 2  《陳書·卷三十·列傳第二十四》：蕭濟字孝康，東海蘭陵人也。少好學，博通經史，諮梁武帝左氏疑義三十餘條，尚書僕射范陽張纘、太常卿南陽劉之遴並與濟討論，纘等莫能抗對。解褐梁祕書郎，遷太子舍人。預平侯景之功，封松陽縣侯，邑五百戶。
2. 1 2 3 4  《南史·卷六十九·列傳第五十九》：時有蕭濟字孝康，東海蘭陵人也。好學，博通經史。仕梁為太子舍人。預平侯景功，封松陽縣侯。陳文帝為會稽太守，以濟為宣毅府長史。及即位，授侍中。太建中，歷位五兵、度支、祠部三尚書，卒。
3. ↑  《陳書·卷三十·列傳第二十四》：及高祖作鎮徐方，以濟為明威將軍、征北長史。承聖二年，徵為中書侍郎，轉通直散騎常侍。世祖為會稽太守，又以濟為宣毅府長史，遷司徒左長史。世祖即位，授侍中。尋遷太府卿，丁所生母憂，不拜。濟毗佐二主，恩遇甚篤，賞賜加於凡等。歷守蘭陵、陽羨、臨津、臨安等郡，所在皆著聲績。
4. ↑  《陳書·卷三十·列傳第二十四》：太建初，入為五兵尚書，與左僕射徐陵、特進周弘正、度支尚書王瑒、[1]散騎常侍袁憲俱侍東宮。復為司徒長史。尋授度支尚書，領羽林監。遷國子祭酒，領羽林如故。加金紫光祿大夫，兼安德宮衛尉。尋遷仁威將軍、揚州長史。高宗嘗敕取揚州曹事，躬自省覽，見濟條理詳悉，文無滯害，乃顧謂左右曰「我本期蕭長史長於經傳，不言精練繁劇，乃至於此」。遷祠部尚書，加給事中，復為金紫光祿大夫。未拜而卒，時年六十六。詔贈本官，官給喪事。

## 延伸阅读
[在维基数据编辑]
 《陳書/卷30》，出自姚思廉《陳書》